# Killing the Dragon
Killing the Dragon är heavy metal-gruppen Dios nionde studioalbum, utgivet 2002. 

## Låtlista
1. "Killing the Dragon" - 4:25
2. "Along Comes a Spider" - 3:33
3. "Scream" - 5:03
4. "Better in the Dark" - 3:43
5. "Rock & Roll" - 6:12
6. "Push" - 4:09
7. "Guilty" - 4:26
8. "Throw Away Children" - 5:36
9. "Before the Fall" - 3:48
10. "Cold Feet" - 4:12

## Medverkande
- Doug Aldrich - gitarr
- Jimmy Bain - bas, keyboard
- Ronnie James Dio - sång
- Simon Wright - trummor
- Scott Warren - keyboard på "Before the Fall"